# New Cordell
New Cordell é uma cidade localizada no estado norte-americano de Oklahoma, no Condado de Washita.

## Demografia
Segundo o censo norte-americano de 2000, a sua população era de 2867 habitantes.
Em 2006, foi estimada uma população de 2908, um aumento de 41 (1.4%).

## Geografia
De acordo com o United States Census Bureau tem uma área de
6,6 km², dos quais 6,6 km² cobertos por terra e 0,0 km² cobertos por água.

## Localidades na vizinhança
O diagrama seguinte representa as localidades num raio de 24 km ao redor de New Cordell.